# Albert Victor Tonkin
Albert Victor Tonkin, avstralski častnik, vojaški pilot in letalski as, * 16. december 1886, Avenel, Victoria, † 17. februar 1969.  	
Nadporočnik Tonkin je v svoji vojaški karieri dosegel 6 zračnih zmag. 

## Odlikovanja
- Distinguished Flying Cross (DFC)